# Moiremont
 Moiremont  es una comuna y población de Francia, en la región de Champaña-Ardenas, departamento de Marne, en el distrito y cantón de Sainte-Menehould.
Su población en el censo de 1999 era de 200 habitantes.
Está integrada en la  Communauté de communes de la Région de Sainte-Menehould .

## Demografía
| 207 | 183 | 165 | 174 | 188 | 200 |
| Para los censos de 1962 a 1999 la población legal corresponde a la población sin duplicidades (Fuente: INSEE [Consultar]) |     |     |     |     |     |

- Datos: Q1228898
- Multimedia: Moiremont / Q1228898

1. ↑  Worldpostalcodes.org, código postal n.º 51800.
2. ↑  INSEE, Datos de población para el año 2012 de Moiremont (en francés).